# Vargem Bonita (kommun i Brasilien, Santa Catarina)
Vargem Bonita är en kommun i Brasilien.   Den ligger i delstaten Santa Catarina, i den södra delen av landet, 1 300 km söder om huvudstaden Brasília. Antalet invånare är 4 795.
I omgivningarna runt Vargem Bonita växer i huvudsak städsegrön lövskog. Runt Vargem Bonita är det ganska glesbefolkat, med 22 invånare per kvadratkilometer.